# IFK Holmsund
El IFK Holmsund es un equipo de fútbol de Suecia que juega en la Division 4 Norrland Götaland, una de las ligas que conforman la sexta categoría de fútbol en el país.

## Historia
Fue fundado el 8 de junio de 1923 en la ciudad de Holmsund del condado de Umea y llegó a jugar en la Allsvenskan por primera vez en la temporada de 1967 tras ganar el título de su zona de la segunda categoría en 1966.
Su paso por la máxima categoría fue fugaz, ya que solo hicieron 7 puntos, perdiendo 18 de los 22 partidos jugados y descendieron junto al Hammarby IF.
Desde entonces, el club ha estado vagando en las categorías intermedias del fútbol de Suecia, con pocas apariciones en la cuarta categoría.

## Palmarés
- Division 2 Norrland: 1

1966
- Division 3 Norrland: 1

1941

## Jugadores

### Jugadores destacados
- Vinnie Jones
- Ramaz Shengelia

## Entrenadores

### Entrenadores destacados
- Gustav Sjöberg